# Dorfkirche Oberböhmsdorf

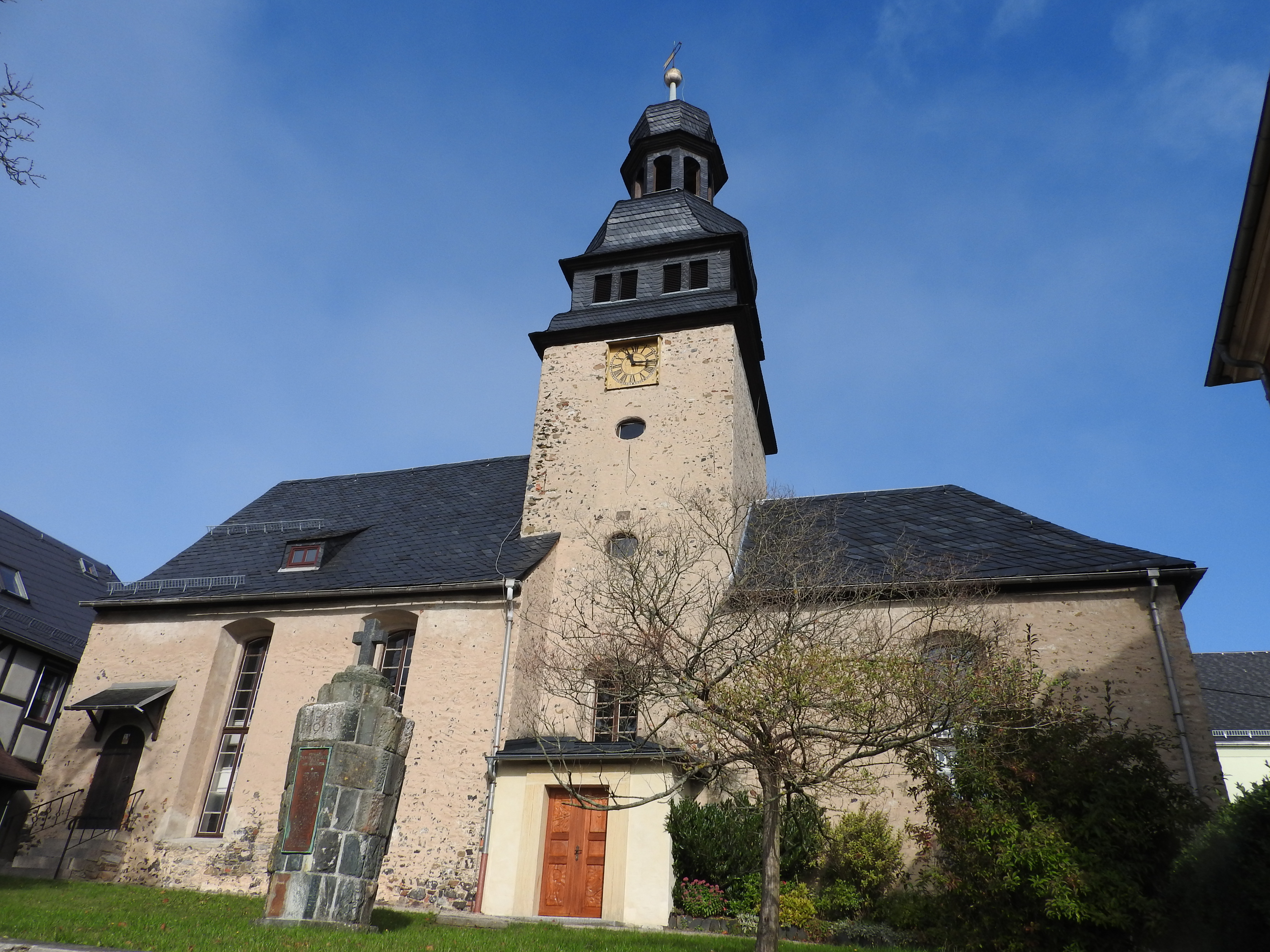
Dorfkirche Oberböhmsdorf

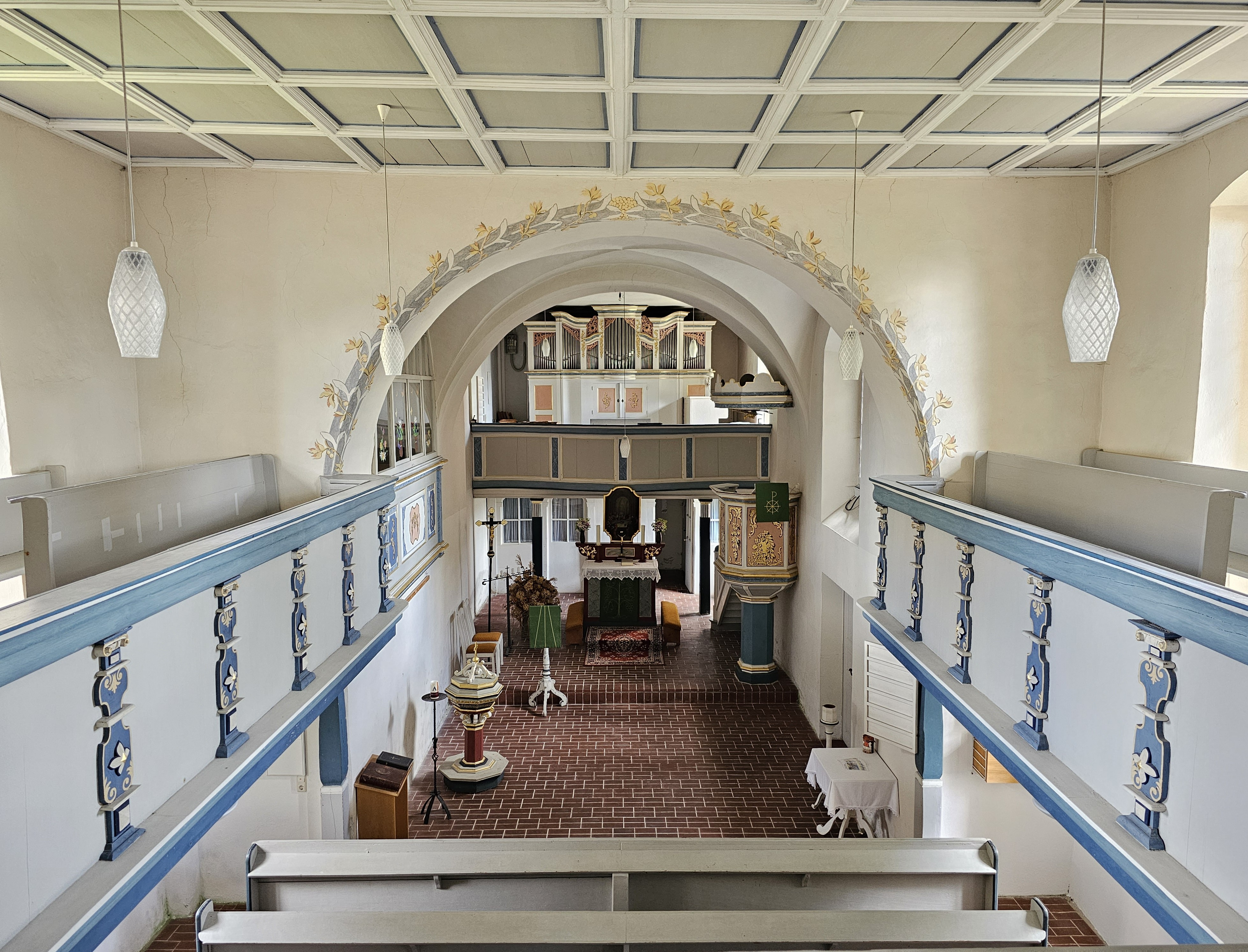
Innenraum (2023)

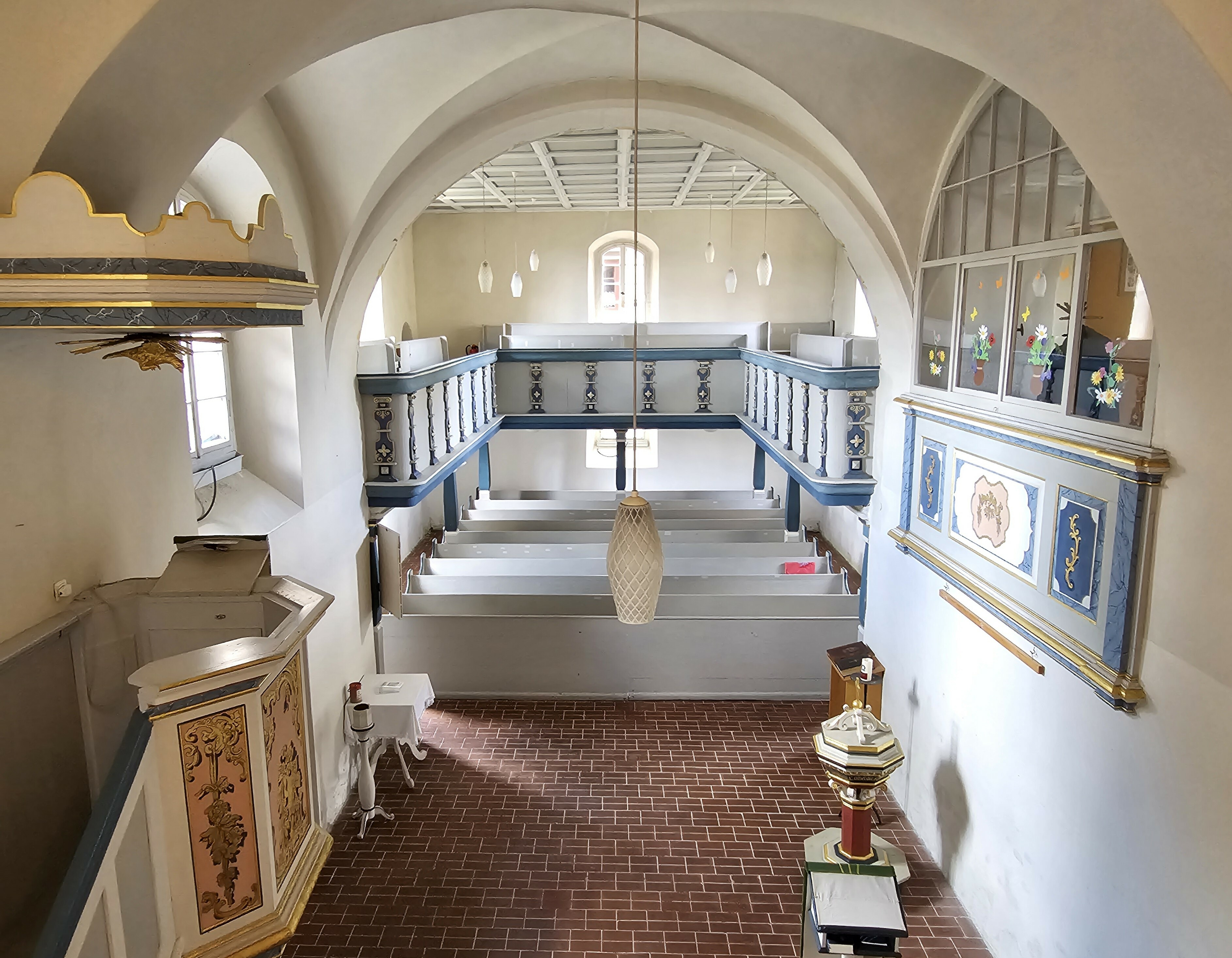
Innenraum, Blick nach Westen

Die evangelische Dorfkirche Oberböhmsdorf steht im Ortsteil Oberböhmsdorf der Stadt Schleiz im Saale-Orla-Kreis in Thüringen.

## Geschichte
Die seit 1432 bestehende Kirche brannte 1665 ab und wurde in Etappen wieder aufgebaut. Dem Langhaus und dem Chor (1705) folgten der Kirchturm und zuletzt der Altarraum.
Von außen ist das Gebäude ein schlichter Rechteckbau mit mittigem Turm mit vier Glocken, davon drei aus Stahl.

## Ausstattung
Das Innere ist gegliedert in Langhaus, Chor und Apsis mit Taufstein.
Die ehemalige Orgel, 1777 eingeweiht, im Altarraum auf einer Empore über dem Altar schuf Orgelbaumeister Johann Gottlob Trampeli. Heute sind lediglich der eindrucksvolle Prospekt und auch einige Pfeifen im vom Orgelbau W. Sauer Inh. Dr. Oscar Walcker Frankfurt (Oder) aus dem Jahr 1934 stammenden Werk vorhanden. Beim Bau wurde das Gehäuse zudem rechts und links stilgerecht erweitert. Das mit pneumatischer Traktur und Taschenladen (HW) bzw. Kegelladen (SW) ausgestattete Werk verfügt über 12 Register auf zwei Manualen und Pedal und ist in seiner Disposition, die eine Erweiterung der mutmaßlichen Trampeli-Disposition darstellt, bereits stark durch die Orgelbewegung beeinflusst.
1976–1980 führte die Kirchgemeinde die letzte Renovierung durch.